# Olympiakos (polo aquático)
As divisões de polo aquático feminino e masculino do Olympiacos fazem parte do clube poliesportivo Olympiacós Sýndesmos Filáthlon Peiraiós (em grego Ολυμπιακός Σύνδεσμος Φιλάθλων Πειραιώς) ou simplesmente Olympiacós Pireu. É um dos clubes mais vitoriosos do polo aquático europeu com 10 títulos no total. (7 a seção feminina e 3 a masculina).

## História
O departamento de pólo masculino do Olympiacós S.F. Pireu foi fundado em 1925.

### Títulos
- LEN Champions League (2)
  - 2002, 2018
- LEN Super Cup (1)
  - 2002

Nacionais
- Liga Grega (39)
  - 1927, 1933, 1934, 1936, 1947, 1949, 1951, 1952, 1969, 1971, 1992, 1993, 1995, 1996, 1999, 2000, 2001, 2002, 2003, 2004, 2005, 2007, 2008, 2009, 2010, 2011, 2013, 2014, 2015, 2016, 2017, 2018, 2019, 2020, 2021, 2022, 2023, 2024, 2025
- Copa da Grécia (26)
  - 1992, 1993, 1997, 1998, 2001, 2002, 2003, 2004, 2006, 2007, 2008, 2009, 2010, 2011, 2013, 2014, 2015, 2016, 2018, 2019, 2020, 2021, 2022, 2023, 2024, 2025
- Supercopa da Grécia (5)
  - 1997, 1998, 2018, 2019, 2020

## Ligações Externas
- Sitio Oficial de Olympiacos S.F. Pireu www.olympiacossfp.gr
- Notícias da seção de Waterpolo Masculino, Roster, Jogos - Sitio Oficial www.olympiacossfp.gr
- Notícias da seção de Waterpolo Feminino, Roster, Jogos - Sitio Oficial www.olympiacossfp.gr
- Os troféus Olympiacós Pireu no pólo aquático feminino www.olympiacossfp.gr
- Os troféus Olympiacós Pireu no pólo aquático masculino www.olympiacossfp.gr